# Rue de Pont-à-Mousson
La rue de Pont-à-Mousson est une voie du 17e arrondissement de Paris, en France, nommée d'après la ville lorraine.

## Situation et accès
La rue de Pont-à-Mousson est une voie publique située dans le 17e arrondissement de Paris. Elle débute au 42, boulevard Bessières et se termine rue André-Bréchet et place Arnault-Tzanck. Elle est bordée d'habitations à bon marché.

## Origine du nom
Cette rue rend hommage à la ville de Pont-à-Mousson, en Lorraine, qui a résisté victorieusement aux assauts allemands pendant la Première Guerre mondiale.

## Historique
La rue de Pont-à-Mousson a été créée par arrêté le 11 octobre 1932 par la ville de Paris sur l'emplacement du bastion no 40 de l'enceinte de Thiers. Elle a été nommée par arrêté du 19 janvier 1933. 